# Zofia Kierszys
Zofia Kierszys (ur. 4 stycznia 1921 w Warszawie, zm. 27 sierpnia 2000 tamże) – polska tłumaczka literatury pięknej z języka angielskiego.

## Życiorys
Córka przemysłowca, Czesława Kierszysa i Stefanii z d. Hempel. Ukończyła Gimnazjum sióstr Nazaretanek w Warszawie, a następnie studiowała w Wyższej Szkole Dziennikarskiej. W czasie okupacji niemieckiej pracowała jako urzędniczka. Po powstaniu warszawskim wywieziona na roboty przymusowe do fabryki amunicji w Turyngii. Po wojnie przebywała w amerykańskiej strefie okupacyjnej w Stuttgarcie i Wittenberdze, pracowała przy szpitalu w obozie dla dipisów. W tym czasie rozpoczęła pisać wiersze i opowiadania. Debiutowała w 1946 nowelą Pionek, opublikowaną w tygodniku „Promień”. W 1947 wróciła do Warszawy. Pracowała m.in. w Ministerstwie Przemysłu i Handlu. W latach 1948–1949 pisała felietony w piśmie „Moda i Życie Praktyczne”. 
W 1956 rozpoczęła działalność translatorską, tłumacząc wiersze Roberta Burnsa Z wierszy szkockich. Jej tłumaczenia publikowały czasopisma, m.in.: „Zwierciadło”, „Nowa Wieś”, „Wiedza i Życie”, „Słowo Powszechne”. Tworzyła także prozę, publikując w czasopismach „Sam na sam” i „Zwierciadło”. W 1995 ukazał się jej debiut prozatorski Zbierając kasztany. 
Członkini Związku Literatów Polskich (od 1962) i Stowarzyszenia Pisarzy Polskich (od 1989). 
W 1973 wyróżniona nagrodą im. Krystyny Evert-Vaedtke. 
Pochowana na cmentarzu Wawrzyszewskim w Warszawie.

## Przekłady

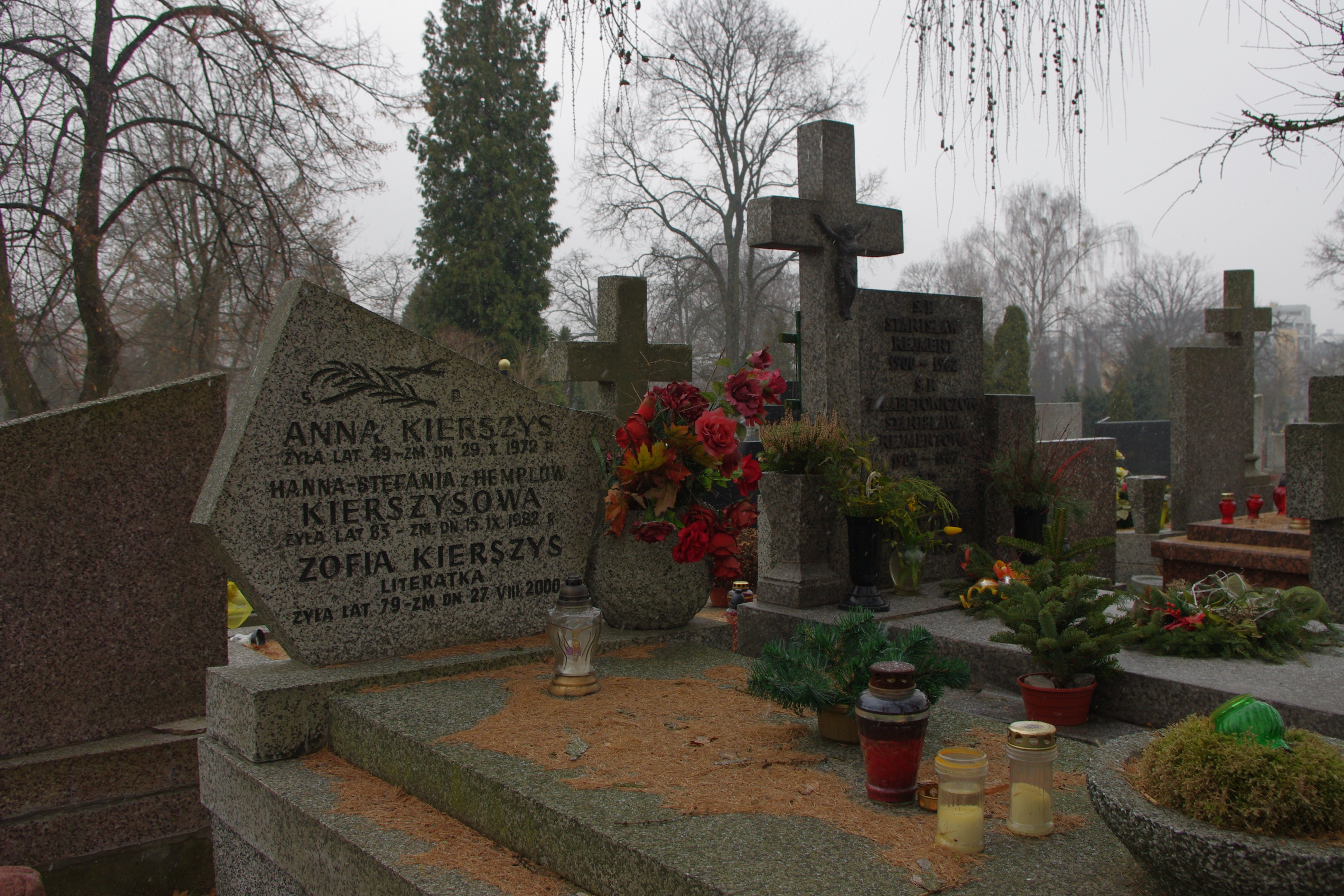
Grób Zofii Kierszys na cmentarzu Wawrzyszewskim w Warszawie

- William Faulkner – Absalomie, Absalomie..., Azyl, Pylon, Żołd, opowiadania
- Harper Lee – Zabić drozda
- Nadine Gordimer – Gość honorowy
- Graham Greene – Podróże z moją ciotką
- Robert Graves – Opowiadania
- Edward Gibbon – Zmierzch Cesarstwa Rzymskiego (tom 2)
- Nevil Shute –  Ostatni brzeg
- Danielle Steel – Sekrety, Zatrzymane chwile
- Richard Wright – Syn swojego kraju
- Mazo de la Roche – Dziedzictwo Whiteoaków
- Francis Clifford – Księżyc w dżungli
- Arthur C. Clarke – Spotkanie z Ramą
- Lloyd C. Douglas – Wielki Rybak
- Robert Silverberg – Człowiek w labiryncie
- Jon Cleary – Za horyzontem
- Chinua Achebe – Czcigodny kacyk Nanga
- James Ngugi – Chmury i łzy
- Carrie Austen – Baw się z nami